# クアルト (防護巡洋艦)
クアルト (Esploratore Quarto) は、イタリア海軍の偵察艦（esploratore）。同型艦は無い。イタリア海軍の1908年度計画に基づいて建造されており、当初は4等戦艦と種別されていたが、のちに初の偵察艦として再種別された。海外では偵察巡洋艦または防護巡洋艦として扱われており、公式の種別も、後に巡洋艦に変更された。高速を発揮するために船体形状は巡洋艦よりも駆逐艦に近い前後に細長い船体形状を採用し、機関にタービン機関を採用する事で速力28ノットの高速巡洋艦となった。

## 艦形
船体形状は短船首楼型船体であるが、艦首甲板の形状は既存の巡洋艦のように平面ではなく、当時の駆逐艦に多く採用された凌波性の良いタートル･バック型艦首を採用していた所に特色があった。
艦砲としては、ヴィッカースおよびアームストロング・ホイットワース製の50口径12cm砲をオート・メラーラ社がライセンス生産した砲（Mod.1909）を、防盾の付いた単装砲架で片舷に1基ずつで並列配置で2基を配置した。司令塔を組み込んだ操舵艦橋の後部に簡素な単脚式の前部マスト、等間隔に並んだ3本煙突の周囲は艦載艇置き場となっており、その脇の舷側甲板上には副砲として、やはりヴィッカース社の50口径7.62cm砲をオート・メラーラ社がライセンス生産した砲（Mod.1909）が、片舷3基ずつ計6基が配置された。艦載艇は1番煙突と2番煙突の間のクレーン1基と舷側に付いた2本1組のボート・ダビッドを片舷2組の計4組により吊り上げられて運用される。3番煙突と簡素な単脚式の後部マストの間の上部構造物を挟んで2番.3番12cm速射砲が舷側甲板上に片舷1基ずつ配置された。後部マストの後側に5番.6番12cm速射砲が後向きに並列配置されたが、射界を広げるために左舷側の主砲は若干前方に配置されていた。この武装配置により前方向に12cm砲2門、左右方向に最大で12cm砲4門・7.62cm砲3門、後方向に12cm砲4門、7.62cm砲2門が指向できた。

## 艦歴
1909年11月14日にヴェネツィア海軍工廠で起工し、1911年8月19日に進水、1913年3月31日に就役した。なお、就役直後に魚雷発射管を換装している。
第一次世界大戦ではアドリア海を拠点に活動し、オーストリア＝ハンガリー帝国海軍のヘルゴラント級軽巡洋艦「ヘルゴラント」と交戦した。また、複数回にわたり敵潜水艦から雷撃を受けたものの、すべて回避に成功している。
1926年から1927年にかけて、M18AR水上偵察機を受領、装備した。
1934年6月5日の夜には、東郷平八郎元帥の国葬に参列するために来日、式には間に合わなかったが、横浜港に入港し弔意を表した。
第二次エチオピア戦争に参加。
1936年、7.62ミリ砲3基を13.2ミリ機関銃に換装。
スペイン内戦に参加。
1938年8月にボイラーで爆発事故が発生した。9月5日、巡洋艦に艦種を再類別。
1939年1月5日、除籍。人間魚雷などの試験に使用された後、1940年11月に自爆モーターボートであるMT突撃ボートの試験に供され沈没した。

## 参考図書
- 「世界の艦船増刊　イタリア巡洋艦史」（海人社）
- 門田充弘ほか『世界の艦艇 完全カタログ』コスミック出版、2019年7月25日。ISBN 978-4-7747-8657-5。
- Randal Gray (1984). Robert Gardiner. ed. Conway's All the World's Fighting Ships 1906-1921. Naval Institute Press. p. 263. ISBN 978-0870219078